# Lookin' for a Love Again
Lookin' for a Love Again è un album del cantautore statunitense Bobby Womack, pubblicato dall'etichetta discografica United Artists l'11 gennaio 1974.
L'album è prodotto dallo stesso interprete che firma la metà dei brani, da solo o con altri autori.
Dal disco vengono tratti i singoli Lookin' for a Love e You're Welcome, Stop on By.

## Tracce

### Lato A
1. Lookin' for a Love
2. I Don't Wanna Be Hurt by Ya Love Again
3. Doing It My Way
4. Let It Hang Out
5. Point of No Return

### Lato B
1. You're Welcome, Stop on By
2. You're Messing Up a Good Thing
3. Don't Let Me Down
4. Copper Kettle
5. There's One Thing That Beats Failing